# Стадии жизненного пути
Стадии жизненного пути (датск.: Stadier På Livets Vej) — философская работа Сёрена Кьеркегора, вышедшая 30 апреля 1845 года. Книга была написана как продолжение «Или — или». Притом если «Или — или» представляет эстетическое и этическое мировоззрение, то «Стадии жизненного пути» идут дальше, и говорят об эстетической, этической, религиозной стадии жизни.

## Предисловие
Книга открывается предисловием, написанным от имени Илария Переплётчика. Некий писатель послал Иларию значительное количество книг для переплёта, однако его работа затянулась так долго, что в это время писателя настигла смерть. Тогда переплётчик решил отложить работу над оставшейся частью бумаг на будущее. Поскольку писатель никогда не требовал рукописей обратно, Иларий сделал вывод, что они не представляют особенно большой ценности, и работу можно отложить. Позднее, во время долгих зимних вечеров, Иларий снова взялся за рукописи, но обнаружил, что не понимает большую часть из них. Через некоторое время один из его знакомых, кандидат философии, имевший большой интерес к книгам, взял у него эти сочинения себе домой. Через три дня он вернулся в большом энтузиазме, и горячо убеждал Илария издать эту книгу. Так заканчивается предисловие, за которым следуют несколько частей книги, написанных от лица разных людей.

## Первая часть
Книга довольно чётко делится на части. В первой из них, озаглавленной «In vino veritas» (лат. истина в вине), детально и несколько витиевато описывается ужин, «пир», участники которого представляют различные типы эстетического мировоззрения. Эта часть представлена как воспоминания Вильгельма Афхама.

 Участников было пять: Иоханнес, по прозванию Обольститель, Виктор Эремита, Константин Констанций, и ещё двое, имена которых я не то что забыл, но и не слышал их; да, в общем-то, это имеет мало значения. Всё происходило так, как будто у них и не было собственных имён, а обращались к ним условно; так, одного из них всё время называли «молодой человек». Ему было не больше двадцати с небольшим лет, он был строен и худ, и с весьма смуглым цветом кожи. (...) Другого называли по профессии – модельер. О нём трудно было составить определенное впечатление. Он был одет по последней моде, богато, и был надушен одеколоном. 
Некоторые из присутствующих, кроме того, могут быть отождествлены с псевдонимами, под которыми Кьеркегор ранее опубликовал некоторые произведения (Константин Констанций, Виктор Эремита), так что кто-то мог бы предложить более сложную интерпретацию. В этой части очевидна аллюзия на диалог Платона «Пир», и, значит, каждый участник этого диалога должен выступить с речью, а темой разговора должна быть любовь.
«Пир» открывает приветствием Виктор Эремита; а когда он уже заканчивается, Константин предлагает поднять тему отношений мужчины и женщины. После этого происходит долгий разговор, в котором каждый высказывает свою точку зрения; у каждого есть какие-то убеждения, но все они так или иначе являются противниками брака. Это отличает первую, «эстетическую» часть книги от следующей, «этической». Тем не менее каждый участник разговора в конечном итоге приходит к разочарованию. Неопытный молодой человек, например, считает, что любовь просто лишает человека покоя, вызывает тревогу и страдания. Для Обольстителя любовь – игра, которая должна быть выиграна, а модельер считает, что это просто «стиль», лишенный реального смысла, которым он имеет возможность управлять, как и любым другим стилем. Виктор Эремита начинает свою речь с того, что благодарит судьбу, что он мужчина, а не женщина; и он делает вывод, что если девушка могла бы быть источником вдохновения, брак станет погружением в рутину и приведёт к разочарованию. 

## Вторая часть
Вторая часть написана от лица некоего асессора Вильгельма, и озаглавлена «Некоторые доводы в защиту брака». Убеждения Вильгельма основательны и серьезны; он приводит аргументы, обосновывающие ценность брака, и отправной точкой для его мировоззрения является этика. Он говорит, что человек должен привнести в супружество такой элемент, как ответственность, а сочувствие и ответственность способны сделать семейную жизнь духовно богаче. Брак меняет отношения мужчины и женщины, они воплощают таким образом своё универсальное предназначение. Поэтому этот раздел как бы «опровергает» аргументы, выдвинутые в «In vino veritas».
Впрочем, Вильгельм замечает, что, наверное, в некоторых случаях может быть и исключение, и человек может отказаться от брака. Это отражает жизнь самого Кьеркегора, который пришел к выводу, что он не должен вступать в брак. И это «исключение» разбирается в третьей части сочинения.

## Третья часть
Третий раздел книги большего объёма, чем первый или второй. В нём содержится текст рукописи, ранее обнаруженной рассказчиком. Рукопись представляет собой дневник молодого человека, который описывает свои отношения с некой девушкой и рассказывает о разрыве с ней. В этом тексте чередуются более ранние записи и размышления, сделанные спустя год. Часто в этом отмечалось сходство с жизненной ситуацией Кьеркегора, который пережил разрыв с Региной Ольсен, но не совсем ясно, как мы должны понять соотношение личности этого молодого человека и самого Кьеркегора, вполне ли они повторяют друг друга. В любом случае, этот раздел, видимо, по идейной направленности не очень много отличается от первого или второго, потому что автор дневника ещё не вполне перешел к религиозной стадии, а только ищет её. В дневнике описывается ухаживание, и постоянная рефлексия рассказчика, который отмечает особенности отношений с этой девушкой; но в конечном счете он приходит к выводу, что их натуры слишком различны, и решается на то, чтобы разорвать отношения, становясь тем «исключением», о котором упоминалось в предыдущем разделе. Этот человек переживает, имеет ли он моральное право оставить её? — в связи с этим дневник носит заголовок: «Виновен? — Не виновен?»
Книга заканчивается «Психологическим экспериментом брата Тацитурния» (taciturnus — лат. тихий), своеобразным исследованием природы страсти.
Книга ещё не переведена на русский язык.